# قائمة سدود الأردن

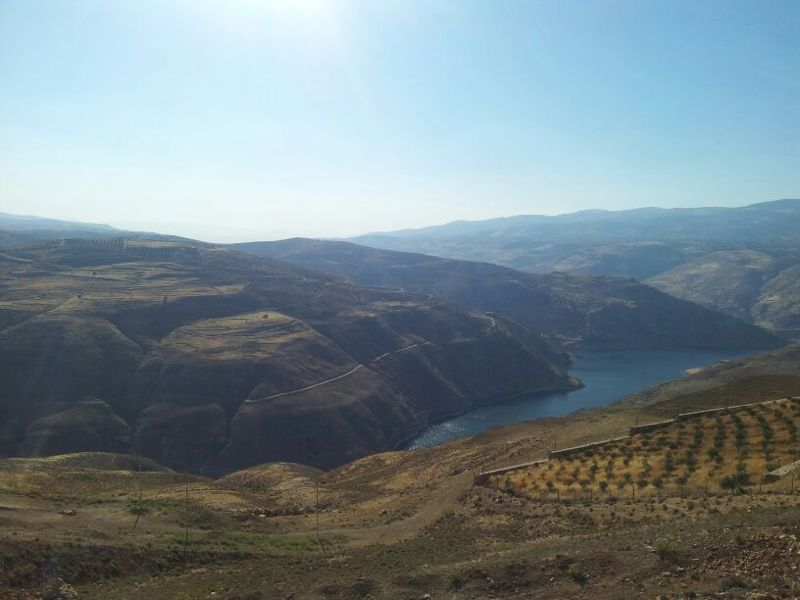
مشهد عام لسد الملك طلال

قائمة سدود الأردن يعتبر الأردن من أكثر الدول التي تعاني شح في المياه، ولا تتجاوز حصة الفرد 150 م3 سنوياً نظراً لشح الموارد المائية، وهو ما دفع الحكومات المتعاقبة في المملكة ممثلة في وزارة المياه والري لإستغلال مياه الأمطار من خلال بناء وإنشاء السدود، إذ تم إنشاء أول سد وهو سد شرحبيل بن حسنة سنة 1967، عدد السدود القائمة في الأردن عشرة سدود ، وهناك عدة سدود قيد الإنشاء .

## السدود القائمة
القائمة التالية تستعرض السدود القائمة في الأردن ومعلومات ذات علاقة :-
| السد              | السعة بالمليون م3 | الموقع                    | سنة الإنشاء | بداية الخدمة | نوع السد             | إستعمالاته            |
| ----------------- | ----------------- | ------------------------- | ----------- | ------------ | -------------------- | --------------------- |
| سد الملك طلال     | 75                | محافظة جرش                | 1971        | 1977         | ركامي صخري           | الري وتوليد الكهرباء  |
| سد الكفرين        | 8.45              | محافظة البلقاء            |             | 1968         | ترابي                | الري والتغذية         |
| سد الوالة         | 8.18              | محافظة مأدبا              | 1999        | 2002         | خرساني وترابي متجانس | الري والتغذية الجوفية |
| سد وادي العرب     | 16.8              | محافظة إربد               | 1982        | 1986         | ركامي صخري           | الري ومياة الشرب      |
| سد وادي شعيب      | 1.43              | محافظة البلقاء            |             | 1969         | ترابي                | الري والتغذية         |
| سد الوحدة         | 110               | محافظة إربد (نهر اليرموك) | 2003        | 2010         | خرساني               | الشرب والري           |
| سد شرحبيل بن حسنة | 4                 | الأغوار                   | 1960        | 1964         | ترابي                | الري                  |
| سد الكرامة        | 55                | الأغوار                   | 1993        | 1997         | ترابي                | الري                  |
| سد وادي الموجب    | 30                | محافظة مأدبا              | 1999        | 2003         | خرساني وترابي متجانس | الشرب والصناعة والري  |
| سد التنور         | 16.8              | محافظة الطفيلة            | 1999        | 2003         | خرساني مدحول         | الري                  |
| سد كفرنجة         | 7.8               | محافظة عجلون              | 2011        | 2017         | خرساني               | الري                  |
| سد وادي الكرك     | 2                 | محافظة الكرك              | 2014        | 2017         | خرساني               | الري                  |
| سد وادي ابن حماد  | 4                 | محافظة الكرك              | 2014        | 2022         | خرساني مدحول         | الري                  |
| سد زرقاء ماعين    | 2                 | محافظة مأدبا              | 2016        | 2017         | خرساني               | الري                  |

## سدود قيد الإنشاء
| السد         | السعة بالمليون م3 | الموقع       |
| ------------ | ----------------- | ------------ |
| سد وادي مدين | 5.1               | محافظة الكرك |